# Origen de los mexicas

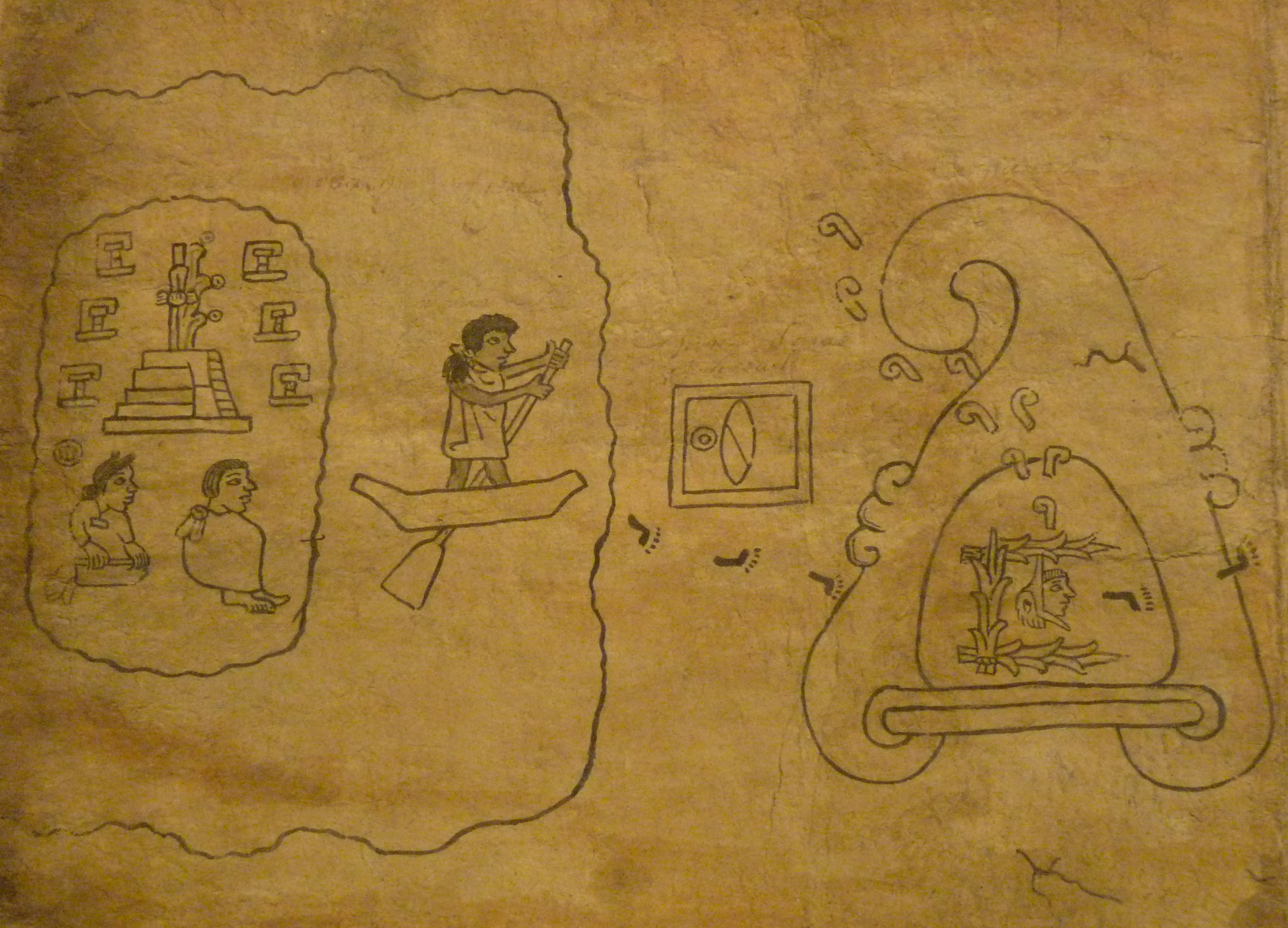
Primera página del Códice Boturini

 El origen de los mexicas se refiere a las diferentes teorías propuestas sobre el lugar de procedencia de los ancestros de los antiguos mexicas que llegaron a fundar la Triple Alianza que fue el embrión del imperio Azteca. Debido a que las fuentes históricas son confusas, especialmente en lo referido a períodos anteriores al siglo XIII, el conocimiento que se tiene de su origen es en muchos aspectos dudoso y sometido a debate.
Las diferentes teorías sobre el origen de los mexicas se han basado en diferentes fuentes y documentos. Además de los códices, crónicas u obras compilatorias, existen tradicionales orales antiguas y narraciones míticas así como datos arqueológicos y lingüísticos que sirven como apoyo a las fuentes históricas. Los personajes y lugares citados en las narraciones en ocasiones podrían ser puramente míticos y sin un correlato histórico claro. Los historiadores a partir de la era colonial han intentado narrar una sola versión de todos los sucesos registrados en las fuentes. Los investigadores de las últimas décadas han reflexionado y planteado nuevos enfoques para comprender ese pasado prehispánico y entender la manera en cómo los indígenas escribían su propia historia.

## Versión tradicional: El origen en Aztlan
Según las versiones más difundidas, en Aztlan los mexicas eran parte de los múltiples barrios de esa ciudad. Cansados de vivir allí y guiados por su dios Huitzilopochtli salen con otros grupos, la fecha aceptada de este suceso era 1111, aunque en las últimas décadas se ha difundido la fecha de 1064 la cual le da la profundidad temporal para cubrir todos los eventos.
Los grupos mencionados en el Códice Boturini son huexotzincas, chalcas, xochimilcas, cuitlahuacas, malinalcas, tlahuicas, tepanecas y matlatzincas. Luego de pasar por Teocolhuacan y según algunas fuentes por Chicomoztoc, pasan a establecerse a un lugar donde hay un gran árbol, ahí mientras se disponían a comer el árbol se rompe, tiempo después los mexicas se separan de los otros grupos por orden de su divinidad y siguen su camino solos.
A continuación en el camino se encuentran con tres personajes chichimecas, Xiuhnel y Mimich son dos de ellos, a los que sacrifican sobre biznagas y mezquites. En este momento es cuando su divinidad los consagra y les cambia el nombre, a partir de entonces dejan de ser «aztecas» para volverse «mexitin». Varias relaciones hacen hincapié en que el grupo tenía costumbres «chichimecas», que eran cazadores-nómadas y se vestían con pieles.
Según otra tradición venían por el occidente y pasan por el Lago de Pátzcuaro, donde algunos de los emigrantes se meten a bañar, los que se quedan en la orilla reciben la «orden» de su divinidad de robarles la ropa y abandonar a los que entraron al agua, los que se quedan dan origen a los tarascos, esta es la segunda división del grupo. Esta tradición cuenta una tercera división, al llegar a Malinalco. Ahí mientras dormían abandonan a Malinalxoch y sus seguidores, ella era hechicera y hermana de Huitzilopochtli.
El Códice Boturini prosigue el relato con su paso por Cuextecaichocayan y Coatlicamac, para de ahí asentarse en Tula por 20 años. De aquí comienza su ingreso al valle de México y la zona de los grandes lagos. Coatepec es mencionado por otras versiones, antes o después de Tula, lugar muy especial pues es ahí donde nace Huitzilopochtli y mata a sus hermanos, Coyolxauhqui y los Centzonhuitznahuas; además se establece un conflicto interno pues a partir de la construcción de una represa una parte del grupo intenta establecerse definitivamente en ese lugar, los instigadores son asesinados y la represa es destruida para continuar con el trayecto.
El segundo lugar al que los historiadores ponen atención es Chapultepec, según otras versiones es hasta ahí donde son alcanzados por Copil, hijo de Malinalxoch la hechicera, quien pretende destruir a los mexitin y que de hecho no lo logra, al contrario es vencido y sacrificado, su cabeza y su corazón son enterrados en lugares específicos, el corazón de Copil será la simiente del nopal donde se posará el águila, símbolo buscado para fundar su capital. En Chapultepec los mexitin no son bien queridos, se les considera non grato por lo que según las fuentes se forma una coalición que va de cuatro a diez pueblos según la versión que se examine, para expulsarlos en 1299. Aquí los relatos de manera difusa hablan de Huehue Huitzilihuitl, un «tlahtoani» que gobernaba a los mexitin, quien es capturado y sacrificado junto a su familia. 
Posterior a la derrota pasan como vasallos a Colhuacan, donde se asientan en el barrio de Contitlan, para luego pasar al llano de Tizaapan. Aquí termina la representación del Códice Boturini y la información posterior proviene de versiones orales, estas cuentan como los mexitin ayudan a los colhuas en su guerra contra Xochimilco, por lo que tras su victoria les permiten construir un templo-adoratorio, donde su dios les pide que conviertan en diosa a la hija del gobernante de Colhuacan, Achitometl, quien creía que solo era un ritual de iniciación y cede a su hija, sin saber que en realidad la iban a sacrificar y desollar. Al descubrir el hecho incita a sus súbditos a atacar a los mexitin, quienes se esconden en el Lago de Texcoco, entre los tulares y cañaverales. Acontecen eventos como la fiesta de Tepeilhuitl en Iztacalco y pasan por lugares poco significativos que son preparatorios para la fundación de su ciudad capital, como Mixiuhcan y Temazcaltitlan.
La fundación acontece cuando Huitzilopochtli habla con Cuauhtloquetzqui le da la primera señal, en medio de dos peñas sale un manantial de agua blanca, de donde a la vez salen peces, ranas y serpientes blancas, además el lugar está cubierto de tulares y plantas blanquecinas. Cuauhtloquetzqui lleva el mensaje a los demás, los cuales van a ver el manantial al día siguiente pero el agua ya no es blanca, forma dos corrientes una roja y otra azul, por un lado peces, ranas y serpientes rojas y por el otro lado animales azules; unos pasos más adelante encuentran el nopal que tiene el nido de un águila, el nido lleno de plumas de colores y huesos de diversas aves, el águila se encuentra devorando una serpiente, los presentes lloran ante el portento, esto acontece en 1325.
El relato anterior no debe verse como una descripción histórica fidedigna, tomando en cuenta las múltiples notas aclaratorias colocadas, muy a pesar de que dicha versión sea la más difundida incluso en libros de texto escolares; en su mayoría es una invención de valor simbólico y se debe separar sus componentes históricos de los míticos. De hecho, ya que a partir de 1428 Tlacaélel impulsa una reforma de la historia mexica, buscando que su pasado se adecue a la nueva posición del grupo en la política regional. Esta reforma no busca borrar el pasado, sino realzar su origen y equipararlo a los de las dinastías dominantes, formando así parte de los regímenes zuyuanos, tan propios de las culturas mesoamericanas del posclásico. 

Innenonotzal mochiuh, in mexihca tlahtohqueh quihtohqueh:
Ahmo monequi mochi tlacatl quimatiz in tlilli in tlapalli.
In tlatconi in tlamamaloni ahuilquizaz
auh inin zan nahualmaniz in tlalli ic miac mopiya in iztlacayotl.
"Se tomó una resolución, los señores mexicas dijeron:
No conviene que toda la gente conozca el contenido de los códices, 
nuestros sujetos y servidores se echarán a perder

y andará torcida la tierra porque allí se guarda mucha mentira."
Códice matritense del Real Palacio, folio 192v.

Por lo tanto se rescribía la historia de acuerdo a eventos sobresalientes o a las necesidades de la clase gobernante de cada época. Así, la información debe cernirse para saber lo que en realidad pasó; analizando las fuentes históricas, encontramos que hay sucesos que se marcan de manera especial, que sobresalen. Continuando con este análisis, reconstruimos la verdadera historia de los mexicas.

## Versión desmitificada: En busca de un sentido histórico

### Orígenes de los grupos nahuas
De acuerdo con la tradición mexica, que se remonta a hechos sucedidos entre los siglos XI y XIII, los mexicas eran originarios de una tierra pantanosa llamada Āztlán (= 'Tierra de garzas'). De ahí habrían pasado a Teocolhuacan, también llamado Chicomoztoc Quinehuayan Tzotzompa, pero esta información no es precisa, ya que los relatos responden más a una necesidad ideológico-mítica que a una histórica. Por esa razón, las fuentes documentales de la colonia no responden satisfactoriamente a la interrogante acerca del origen mexica y resulta necesario recurrir a la arqueología y auxiliarmente a la glotocronología o sea al estudio de la evolución lingüística y la etimología. 

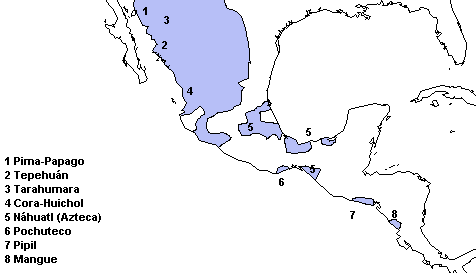
Expansión del utoazteca, incluye al náhuatl.

Basándose en la información disponible, se sabe que la familia lingüística utoazteca entró en territorio mexicano por los estados de Sonora y Chihuahua. De esta familia de lenguas se deriva el protonáhuatl, antecesor de las variantes de náhuatl moderno. Aunque el protoutoazteca se sitúa en el III milenio a. C., el protonáhuatl se sitúa mucho más tarde, hacia el inicio de la era cristiana, en alguna región de Durango. El léxico reconstruido del protonáhuatl revela que sus hablantes ya eran partícipes de la evolución cultural de Mesoamérica, practicaban la agricultura y probablemente eran sedentarios. Las migraciones nahuas en Mesoamérica transcurrieron entre el siglo III y el siglo XIII. Al final de estas migraciones, el náhuatl era una lengua bien establecida desde el occidente y centro de Mesoamérica hasta tan al sur como Veracruz, Chiapas, el estrecho de Tehuantepec, Guatemala, Honduras, Cuzcatlán (El Salvador) y Ometepe (Nicaragua).
Por otro lado, se desconoce cuál es la primera cultura arqueológica mesoamericana que debe identificarse a ciencia cierta con los pueblos nahuas. Aunque se sabe que Teotihuacán, del año 100 al 600 de nuestra era, tenía rutas comerciales de la turquesa hacia el norte y de la concha hacía el Pacífico, y que esto, muy probablemente, favoreció la expansión de los grupos nahuas.
Otras culturas interesantes posiblemente nahuas son la cultura Chalchihuites de Durango y Zacatecas, Gran Tunal en San Luis Potosí y a la que provisionalmente llamaremos Coyotlatelco en Guanajuato. La cultura Coyotlatelco es la creadora de los altares de cráneos (tzompantli) y de las esculturas recostadas de Tlaloc (Chac mool), además de una cerámica con características muy especiales denominada de la misma forma. En el ámbito ideológico, también aportarán elementos que distinguirán a las culturas del posclásico. Se supone que este pueblo pudo ser hablante de náhuatl, ya que se conjetura que por el año 800 d. C. esta lengua se distribuía por los estados de Querétaro, Hidalgo, Estado de México y Morelos, teniendo relevancia en el momento de fundar Tula.
Presumiblemente, los grupos nahuas ya estaban familiarizados y habitaban las regiones cercanas del valle de México al terminar el primer milenio de nuestra era. Los datos arqueológicos sugieren que se debe ser cauteloso con las fuentes tradicionales mexicas: en estas, aparecen los mexicas como grupos primitivos de cazadores-recolectores que vestían pieles, no conocían la agricultura, comían carne cruda y provenían de un lugar muy lejano (algunas personas creen que venían de Mexcaltitán, en Nayarit). Su zona originaria era el norte del Estado de México y, probablemente desde el siglo XII, algunos nahuas se autodeterminaban mexitin, que es un nombre genérico similar a otomí, es decir, no indica que viven en una población específica.
Sin duda, la primera civilización importante de la que tenemos cierta certeza de que fuera hablante de náhuatl era la cultura tōltēca. El nombre de la cultura proviene de la tradición de los āztēcas, de acuerdo con la cual la capital de los tōltēcah se llamaba Tōllan (hoy llamada Tula); de hecho, tōltēcatl significa precisamente ‘[habitante] de Tōllan’.

### Protohistoria I: Peregrinación y Fundación de Tenochtitlan
Casi todos los cronistas del siglo XVI y XVII escribieron acerca del origen y la peregrinación del pueblo mexica. Sus obras se basan en documentos prehispánicos que dan diversas versiones, ya que responden a intereses particulares de distintos grupos, a pesar de lo cual son convergentes; incluso algunos cronistas intentaron compendiar las diferentes narraciones. El documento clave o más referenciado es la Tira de la Peregrinación, también llamado Códice Boturini. Un análisis a conciencia de este y otros documentos muestra que los relatos nos narran dos historias al mismo tiempo. Mientras que textualmente dicen que permanecieron en un sitio, estructuralmente expresan algo muy diferente; una historia no oficial se oculta tras el relato popularmente conocido. Tradicionalmente, se cree que la peregrinación termina en el año 1325 con la fundación de Tenochtitlan, pero, como a continuación veremos, la fundación real sucede en 1274.
Más que de peregrinación hay que hablar de migración. A los mexitin los podemos rastrear desde el norte del valle de México, en los alrededores de Tizayocan, Tzompanco y Xaltocan. Se dedicaban a la construcción. Parte de su genealogía proviene de un señor de Tzompanco llamado Tlahuizcalpotonqui, cuya hija, Tlaquilxochitzin, se casó en 1226 con el séptimo caudillo mexi Tozcuecuextli descendiente de Cuauhtlequetzqui, fundador de una dinastía de caudillos (cuauhtlahtoqueh), según Chimalpain. Se conoce la siguiente relación de sucesores:
- Cuauhtlequetzqui (1168-1205)
- Acacihtli (1205-1219)
- Citlalitzin (1219-1234)
- Tzimpantzin (1234-1235)
- Tlazohtzin (1235-1239)
- Tozcuecuextli (1239-1278)[19]

Tozcuecuextli, al parecer, emigra al sur, asentándose en los alrededores de la Sierra de Guadalupe, región de donde se extraía andesita y otros materiales que eran vitales para la construcción. Pidió permiso a Tlohtzin, señor de Tenayocan, para fundar Huixachtitlan en 1240, a la que hay que considerar como la primera capital de los mexitin y su punto de origen. A Tozcuecuextli lo acompañaba el célebre sacerdote (Tetzauhteotl teomama) Huitziltzin, quien nació, al parecer, en 1195 en Tizayocan, y murió tal vez en la guerra de 1247; después, sus restos serían venerados con el nombre de Huitzilopochtli.
De Huixachtitlan, los mexitin comienzan una dispersión por las ciudades ribereñas del lago de Texcoco, construyendo palacios y obras hidráulicas en los tlahtocayotl de Azcapotzalco, Colhuacan y sus pueblos dependientes.
En 1245 estalla la guerra entre Tenayocan y Colhuacan, siendo derrotados estos últimos. Los mexitin aprovechan este momento para establecer alianzas; así, entre 1246 y 1250, la hija de Huitzilatl -un caudillo mexi- llamada Azcaxotzin se casa con un príncipe colhuacano de nombre Acxocuauhtli, estableciendo una clara relación de convivencia entre los dos grupos desde este pasado remoto. De esta unión nacen Coxcox y Xihuitltemoc, que serán gobernantes Colhuas.,
Otro suceso interesante acontece en 1247: pelean los mexitin contra Pantitlán, probablemente por el control de la extracción de roca en la zona norte. En esta guerra muere un personaje que era apreciado: Tecpatzin (también llamado en las fuentes Tecpoyotl y Tecpayotl); cuenta la leyenda que en su honor nombraron a la ciudad cercana a la batalla Tecpayocan.

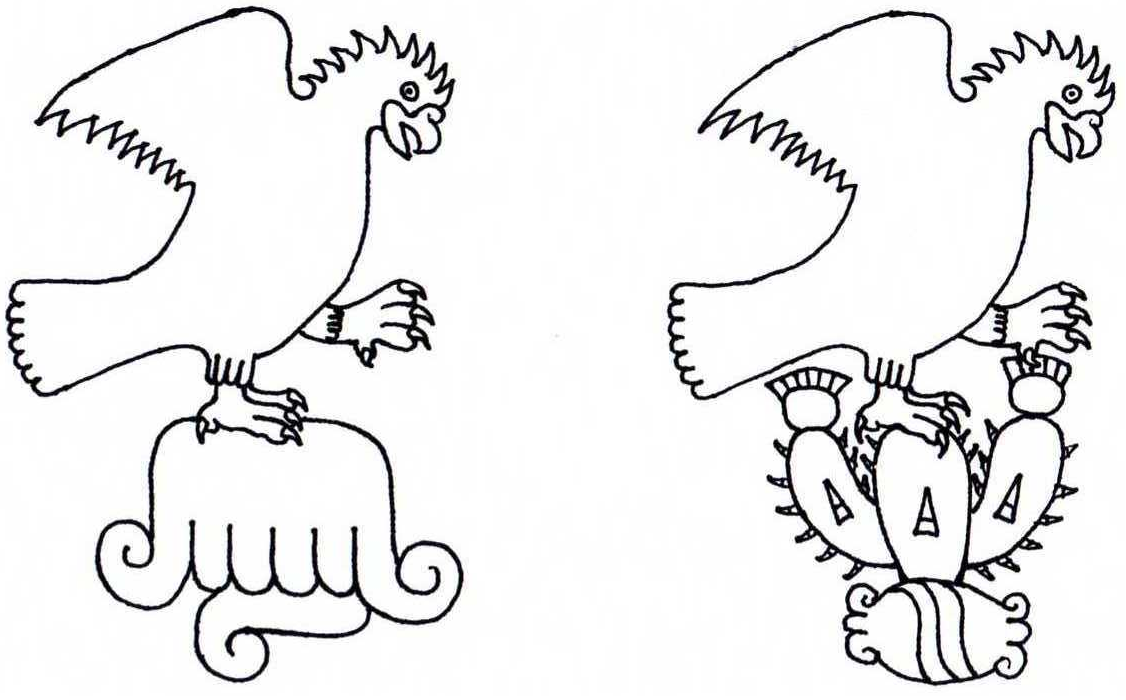
Cuauhmixtitlan 1274/Tenochtitlan 1376

En 1272 muere Tozcuecuextli y le sucede Huehue Huitzilihuitl, quien en 1274 decide cambiar la capital a un lugar estratégico para la distribución del material para la construcción, al norte del islote de México que para entonces no tenía nombre, frente al de Tlatelolco que en aquel entonces nombraban Xaltelolco. Esta nueva capital llevaba originalmente el nombre de Cuauhmixtitlan, posteriormente cambiado por el de Tenochtitlan. Además, con esta decisión, pasan a formar parte del reino de Azcapotzalco, que era el más estable y poderoso en los valles de México, Toluca y de Ixtlahuaca.

### Protohistoria II: Sucesos después de la fundación
Con la fundación de su nueva capital, Huixachtitlan pasa a segundo plano y se nombra a Acipac como su señor. Este era un hijo de Cipayac que, junto con Xiuhcaque, hizo el primer censo de los mexitin al fundar su primera capital. Para este momento, familias de mexitin vivían principalmente en las ciudades de Azcapotzalco, Coyoacán, Chapoltepec, Itztapalapa, Colhuacan y Xochimilco.
Chapultepec era un sitio clave; durante siglos, había sido punto de intercambio y se encontraba bajo el control de los tepanecas y tolocas. Además de sus abundantes recursos, y entre ellos sus manantiales.
Interesados en tomar el control del lugar y guiados por Cuauhtlequetzqui, un magnífico capitán, deciden atacar a los tolocas-malinalcas-texcaltepecas en 1281, logrando la victoria al capturar al capitán de su ejército, de nombre Copil, y cuya mujer, Xicomoyahualtzin, pasó a ser de Cuauhtlequetzqui con él que engendró a Cohuatzontli, aunque no lograron el control total de la población.
Los de Teotenanco tratan de reconquistar Chapultepec en 1285, pero son derrotados, dando paso al control de los mexicas-chapoltepecas en los alrededores del cerro, aunque muere en la batalla Cuauhtlequetzqui. De aquí continúan su expansión por los lagos del sur y la península de Santa Catarina, hasta el poblado de Tlapitzahuayan, que era tributario de Chalco.
Ciertamente, al ver que los mexitin cobraban fuerza e importancia, Colhuacan y Chalco buscan aliarse con Huixton, señor de Xaltocan, para atacarlos. Esto sucede en 1299, cuando, prácticamente, son arrasados de Chapoltepec, es capturado su tlahtoani-cuauhtlahto Huehue Huitzilihuitl junto a sus hijas Chimalxochtzin y Tozpanxochtzin, que es llevada a Xaltocan para su sacrificio; la primera es exhibida desnuda y humillada en Colhuacan, donde posteriormente es sacrificada junto a su padre. A Huitzilihuitl solo le sobreviven otra hija, Cohuaxochtzin, y un hombre, Acolnahuacatl.

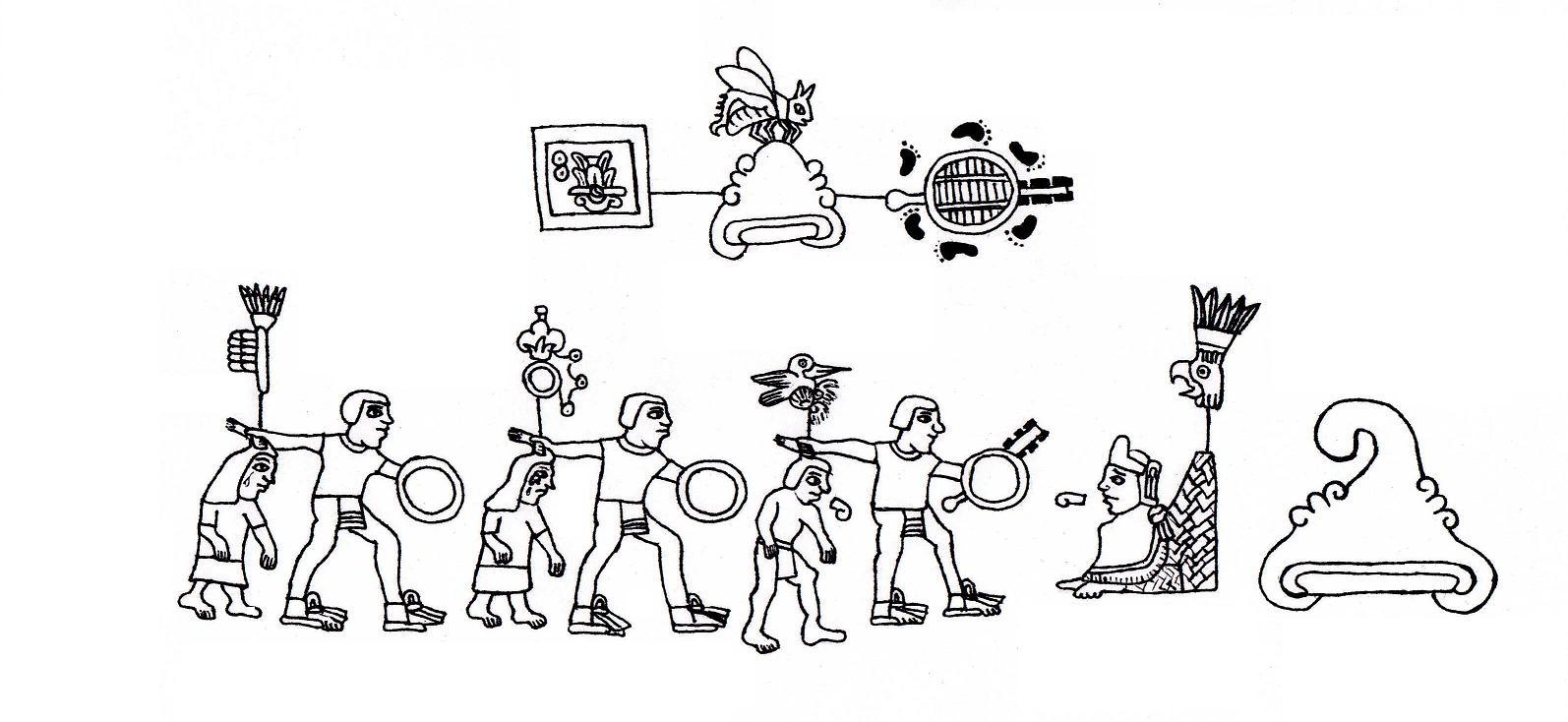
Año 2-Carrizo (1299), modificado del Códice Boturini.

Coxcox de Colhuacan les impone a Ilancueitl, una de sus princesas como reina, que rige duramente por 47 años, aproximadamente. Mientras tanto, acontecen muchas cosas; primero, en 1302, Coxcox utiliza a los mexitin contra Xochimilco, obteniendo la victoria; por consiguiente, son «liberados» del yugo colhua. Esto da origen a un sentimiento nacionalista, a tal grado que comienzan a llamar a su ciudad  México con el sentido de lugar de los mexitin. Poco a poco, su gentilicio cambia a mexicatl (como los llamaremos de aquí en adelante).
Al morir Coxcox en 1307, se implanta un caudillaje que gobierna hasta 1323. Por otro lado, el hecho de que tuvieran una reina colhua no les gustó a los de Azcapotzalco, que por primera vez atacan México en 1318.
El esposo de Ilancueitl, Huehue Acamapichtli, es elegido tlahtoani de Colhuacan en 1323, propiciando un mejor ambiente para el desarrollo de la capital mexica. A pesar de esto, en 1337 una fracción se separa y se establece en la isla norte, a la que le cambian el nombre a México-Tlatelolco. Con el apoyo de Azcapotzalco, obtienen un príncipe tepaneca; así, Epcoatzin Teuhtlehuac es su primer tlahtoani, que gobierna hasta 1379.
A la muerte de Huehue Acamapichtli en 1336 le sucede Achitomecatl II. Ilancueitl no concuerda con la elección del nuevo gobernante y años más tarde, en 1344, decide atacarlo, siendo irónicamente Colhuacan el primer pueblo sujeto y tributario de los mexicas.
En 1347 Ténoch es elegido como Teyacanqui (guía del pueblo), asume el poder intentando instaurar un nuevo orden; cambia la ciudad al centro de la isla y específica una distribución que trascenderá históricamente; estrecha la relación con Azcapotzalco e impone a Nauhyotl teuctli como señor de Colhuacan; durante su regencia, se realiza la primera ceremonia del Fuego Nuevo en el Cerro de la Estrella, en Iztapalapa. Aunque su aportación más importante será póstuma, ocurrida en 1363, quedando la ciudad sin señor por tres años.
Por fin, en 1366 es elegido Acamapichtli, pero no como tlahtoani, sino como cihuacoatl. Al año siguiente, sube al trono Tezozómoc en Azcapotzalco. Inmediatamente, este Hueyi Tlahtoani , ayudado por los mexicas, se lanza contra la Triple Alianza de Xaltocan-Tepotzotlán-Cuauhtitlan, encabezada por Tzompanteuctli tlahtoani de Xaltocan , logrando su sometimiento ese mismo año de 1367; al mismo tiempo, también en su afán de crecimiento, los mexicas-itztapalapanecas se enfrentan a Cacamatzin teuctli de Chalco.
Los mexicas conquistan a Tenayocan como tributaria en 1370 y someten a la región de Chalco en 1376, obligándolos a tener Guerras Floridas periódicas (año en que se supone sube al trono Acamapichtli, aunque lo que en realidad sucede es que cambian el nombre de la ciudad de Cuauhmixtitlan a Tenochtitlan); en 1379 conquistan a Xochimilco, siendo en este año cuando es elegido Cuacuauhpitzahuac como Tlahtoani de Tlatelolco.
En 1382 los mexicas conquistan Mizquic. Finalmente, en 1383, Acamapichtli recibe el título de Tlahtoani-tlacateccatl. Este es el último año de su protohistoria; de aquí en adelante, la historia adquiere una forma más clásica y menos disfrazada.

### Códices y documentos con la migración representada
- Códice Aubin. Ed. Innovación 1980. (Reedición de la publicación de 1902 anotada por Alfredo Chavero con base en el documento de la «Konigliche Biblioteck in Berlin»)
- Códice Azcatitlan. Barlow, Robert y Michel Graulich (eds.), Paris, Bibliothèque Nationale de France/Société des Americanistes, 1995.
- Códice Boturini. Gobierno del Estado de Nayarit. 1991.
- Códice Mendocino. Ed. Innovación 1980. (Reedición de la publicación de 1925 anotada por Jesús Galindo y Villa)
- «Codex Mexicanus. Bibliothèque Nationale de France, Nos. 23-24», estudio de Ernest Mengin en [Journal de la Société des Américanistes, núm. 41, 1952. pp. 377-498  El códice está disponible en _mexicanus Gallica (enlace roto disponible en Internet Archive; véase el historial, la primera versión y la última).
- Fragment de l’histoire des anciens mexicains. Manuscrito 85 de la BNF. Paleografía de Marc Thouvenot disponible en www.sup-infor.com
- Histoire Mexicaine depuis 1221 jusqu’en 1594. Manuscrito 40 de la BNF. Paleografía de Marc Thouvenot disponible en www.sup-infor.com